# Obserwatorium Mount Stromlo
Obserwatorium Mount Stromlo (Mount Stromlo Observatory, skrót MSO) – australijskie obserwatorium astronomiczne położone na wysokości 770 m n.p.m. na wzgórzu Mount Stromlo (na zachód od Canberry), należące do Australian National University (ANU). Założone w 1924, początkowo służyło do obserwacji Słońca. 
18 stycznia 2003 obserwatorium zostało zniszczone podczas pożaru buszu, a następnie częściowo odbudowane.